# روب توماس (كاتب)
روب توماس (بالإنجليزية: Rob Thomas)‏ هو كاتب سيناريو ومدرس وكاتب للأطفال ومنتج تلفزيوني وكاتب ومخرج أمريكي، ولد في 15 أغسطس 1965 في سانيسايد في الولايات المتحدة.

## وصلات خارجية
- روب توماس على موقع كلية كرة القدم في سبورتس رفرنس.كوم (الإنجليزية)

- الموقع الرسمي
- روب توماس على موقع IMDb (الإنجليزية)
- روب توماس على موقع ألو سيني (الفرنسية)
- روب توماس على موقع ميوزك برينز (الإنجليزية)
- روب توماس على موقع أول موفي (الإنجليزية)
- روب توماس على موقع قاعدة بيانات الأفلام السويدية (السويدية)
- روب توماس على موقع قاعدة بيانات الفيلم (الإنجليزية)
- روب توماس على موقع كينوبويسك (الروسية)